# Parafia Najświętszej Maryi Panny Wniebowziętej i św. Stanisława w Szczyrzycu
Parafia pw. Najświętszej Maryi Panny Wniebowziętej i św. Stanisława w Szczyrzycu – parafia rzymskokatolicka znajdująca się w diecezji tarnowskiej w dekanacie Tymbark. Erygowana w 1238. Mieści się pod numerem 1. Prowadzą ją księża Cystersi.

## Historia

### Parafia
Parafia w Szczyrzycu powstała w XII w., a w 1244 r. została przejęta przez cystersów (na krótki czas), gdyż w 1298 r. została przyłączona do parafii Góra św. Jana jako filia. W 1798 r. parafia w Szczyrzycu została ponownie erygowana przez bpa Floriana Janowskiego (zniósł parafię w Górze św. Jana).
Na początku XX w. parafia stanowiła już samodzielną parafię, w której skład wchodzą następujące miejscowości: Dobroniów, Abramowice, Szczyrzyc, Gruszów, Janowice, Pogorzany, Raciborzany, Smykań. 
Dzieje parafii wiążą się z istniejącym przy parafii klasztorem (potwierdza to fakt, że proboszczami parafii byli opaci czy przeorzy). 

### Sanktuarium maryjne
Parafia w Szczyrzycu to równocześnie sanktuarium Matki Bożej Szczyrzyckiej Matki Pokoju i Dobroci. Łaskami słynący obraz Matki Bożej Szczyrzyckiej znajduje się w głównym ołtarzu świątyni.

## Proboszczowie parafii

### Proboszczowie od 1798 roku[1]:
- o. Kwirynus Domaradzki (1798–1804)
- o. Gerard Zimowski (1804–1814)
- o. Stefan Mrożek (1814–1819)
- o. Tesselin Hekel (1819–1823)
- o. Gerard Zimowski (1823–1834)
- o. Kajetan Hruschka (1834–1849)
- o. Placyd Szczepański (1849–1853)
- o. Wincenty Kolor (1853–1861)
- o. Aleksander Czopek (1861–1869)
- o. Wincenty Kolor (1869–1905)
- o. Teodor Magiera (1905–1919)
- o. Ludwik Leśny (1919–1930)
- o. Jacek Jędrzejczyk (1930–1938)
- o. Bernard Pilch (1938–1953)
- o. Stanisław Kiełtyka (1953–1957)
- o. Romuald Raj (1957–1958)
- o. Robert Szczygieł (1958–1962)
- o. Niward Chrobak (1963–1967)
- o. Placyd Wojnar (1967–1970)
- o. Marian Kościelniak (1970–1974)
- o. Robert Szczygieł (1974–1977)
- o. Konstanty Piwowar (1977–1989)
- o. Hieronim Sołtys (1989–1991)
- o. Niward Chrobak (1991–1996)
- o. Augustyn Piech (1996–2000)
- o. Ludwik Żyła (2000–2003)
- o. Niward Chrobak (2003–2004)
- o. Alojzy Pucia (2004–2018)
- o. Filip Krzemień (2018 – nadal)